# 権現沼貝塚群
| 一峯神社貝塚 |  | 離山貝塚 |
| 一峯神社貝塚 |  | 離山貝塚 |

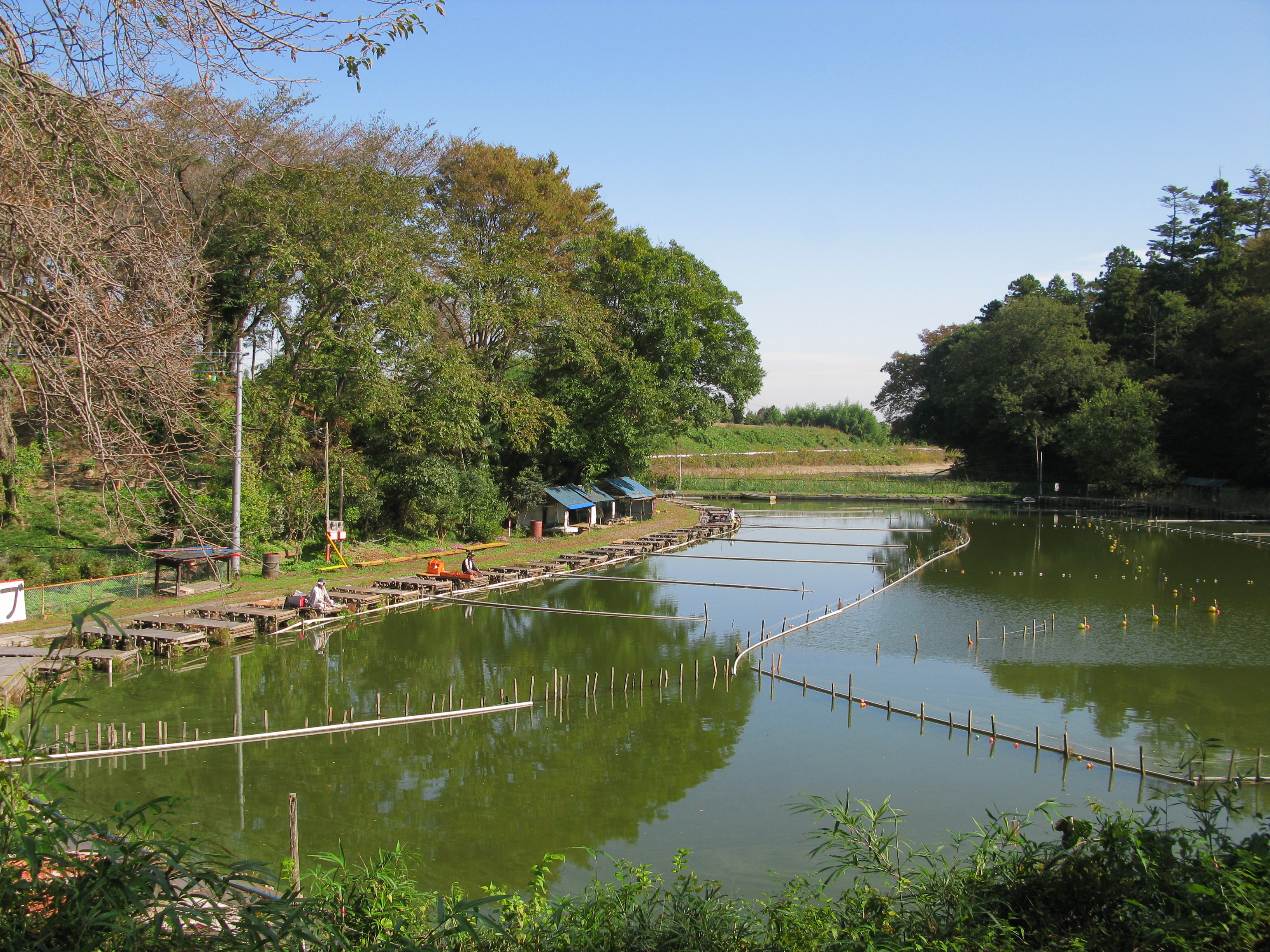
権現沼（2011年11月）

権現沼貝塚群（ごんげんぬまかいづかぐん）は、群馬県板倉町大字海老瀬にある縄文時代の貝塚である。旧･渡良瀬川左岸、現･渡良瀬川右岸、渡良瀬遊水地の西側に位置する。
座標: 北緯36度13分04.9秒 東経139度39分11.7秒 / 北緯36.218028度 東経139.653250度

## 概要
板倉町大字海老瀬にある権現沼周辺にある貝塚を総称して、権現沼貝塚群と呼ぶ。沼の南に一峯神社貝塚があり、北に離山貝塚がある。貝塚群は縄文時代前期に営まれたもので、縄文海進時に形成されたものである。この海老瀬周辺には権現沼貝塚群の他に、寺西貝塚や、栃木市藤岡町藤岡にある篠山貝塚、渡瀬遊水池の対岸にある、野木町大字野渡にある野渡貝塚、古河市にある西貝塚などがある。権現沼貝塚群は、海老瀬台地上にある他の貝塚を全て含み海老瀬貝塚群とも呼ばれる。

## 現況
各貝塚の項にて説明。